# Гайдай Георгій Федорович
Гайдай Георгій Федорович (10 лютого 1939 року, Золотоноша, Черкаської області — 29 травня 2005 року, Прилуки, Чернігівської області) — краєзнавець, музейний працівник і дослідник української минувшини.

## Життєпис

Пам'ятна дошка у м. Прилуки

Георгій Федорович Гайдай народився 10 лютого 1939 року у місті Золотоноші Черкаської області в родині залізничника. Батька часто переводили з одного місця роботи на інше. Напередодні війни сім'я жила поблизу Одеси, а потім евакуювалася на Урал. У 1944 р. п'ятирічний Георгій разом з батьками оселився у с. Линовиця на Прилуччині, де жили дідусь і бабуся хлопчика.
Після закінчення Линовицької середньої школи на початку 1957 р. Г. Гайдай переїхав до Прилук, працював різноробом, муляром, у відділі кадрів та диспетчерській будівельно-монтажного управління № 5. Він на власні очі бачив понівечені пам'ятки архітектури та історії, старовинні будинки, захаращені прилуцькі парки і сади, відчував дивовижну красу річки Удай. Відтак юнак з головою поринув у вивчення історичної минувшини Прилуцького краю. Г. Гайдай годинами просиджував у бібліотеці та архіві, поступово дізнавався про розквіт міста за часів Гетьманщини, прилуцьких полковників — будівничих і купців, котрі сприяли економічному розвиткові Прилук, Стрітенський собор, зведений 1889 р. в пам'ять про загиблого імператора Олександра ІІ. У цій достатньо неординарній споруді розмістився краєзнавчий музей, заснований 1919 р. Колись він мав велику і надзвичайно цінну художню колекцію, яка складалася із творів українських, російських і західно-європейських художників XVIII — XIX ст. Шедеври світового живопису були зібрані із покинутих панських садиб. Основою музею стала велика колекція Галаганів із Сокиринського палацу.

## Діяльність
Про все це Г. Гайдай дізнався значно пізніше, коли у січні 1973 р. обійняв посаду старшого наукового співробітника, а згодом — головного хранителя Прилуцького краєзнавчого музею. Відтоді розпочалося його життя як музеєзнавця, історика і краєзнавця. З-під пера Г. Ф. Гайдая виходять путівник «Прилуки» (1981), буклет «Прилуцький краєзнавчий музей» (1994), «Книга пам'яті» (1995) про загиблих воїнів з Прилуччини «Прилуки: Місто старовинне» (2003). Г. Гайдай — автор численних історико-краєзнавчих публікацій, присвячених Прилуцькому краю, сторінкам історії, геральдиці, пам'яткам історії та архітектури, історикам та краєзнавцям, видатним діячам.
Дослідник повернув забуті імена прилуцьких полковників О. Якубовича, П. Носача, П. Дорошенка, І. Щербини, І. Маценка, Л. Горленка, показав значення їхньої діяльності для історії, економічного та культурного розвитку Прилуччини.
Аби донести до широких верств земляків знання про «білі» плями історії прилуцької землі, Г. Гайдай став одним з ініціаторів створення історико-краєзнавчої газети «Скарбниця». З 1992 р. її почали видавати музей і Краєзнавче товариство ім. В. І. Маслова. Доволі часто на сторінках газети публікувалися статті Г. Гайдая з історії України, Приудайського краю, його видатних людей. Він високо цінував значення друкованого слова вів сторінках газети «Град Прилуки» історико-краєзнавчу сторінку, створив міський журнал «Рідний берег», перший номер якого побачив світ у 2005 році. Часопис насичений цікавими матеріалами про історичне минуле, пам'ятки історії і культури, видатних письменників, життя і діяльність яких пов'язані з Прилуччиною. Г. Гайдай мав можливість публікувати свої наукові розробки на сторінках журналів «Чумацький шлях», «Український світ», «Українська культура», енциклопедичного довідника «Чернігівщина».
Г. Гайдай був науковим консультантом і редактором багатьох історико-краєзнавчих видань. Тривалий час очолював Краєзнавче товариство ім. В. І. Маслова, членами якого були відомі дослідники Прилуччини І. О. Івахненко, О. А. Савон, О. А. Денисенко, А. Г. Риженко.
Як музеєзнавець Г. Гайдай планував відкрити музеї народного артиста України М. Ф. Яковченка та поетеси Л. В. Забашти, які народилися у Прилуках. Він автор тематико-експозиційного плану нової експозиції, присвяченої уродженцю Прилук Герою Радянського Союзу О. В. Кошовому (1926–1943). Г. Гайдай обійшов усі села району, склав про них історичні довідки, описав і зафіксував архітектурні та історичні пам'ятки. У 80-х рр. ХХ ст. допомагав створювати музеї на громадських засадах у школах, організаціях міста і району. Саме Г. Гайдай розробив і побудував експозицію музею Радянсько-чехословацької дружби у с. Світанок Ніжинського району, де у 1943 р. вступили у бій з гітлерівцями воїни чехословацького корпусу Л. Свободи. На ІІ з'їзді Всеукраїнської спілки краєзнавців, який відбувся у Києві 25 грудня 1996 р., схвально була відзначена робота Прилуцького краєзнавчого музею. У цьому велика заслуга Г. Ф. Гайдая, якого часто порівнюють з В. І. Масловим, дослідником, краєзнавцем, патріотом, директором Прилуцького музею.
Як член товариства «Просвіта», він уболівав за відродження духовності та культури рідного краю. Історія для Г. Гайдая — доля конкретних людей, тому і пошуки певних історичних подробиць приносили насолоду. Він щиро ділився своїми надбаннями з усіма, хто звертався до нього за допомогою та консультацією. Зокрема, надав матеріали П. Журу, петербурзькому дослідникові життя і творчості Т. Г. Шевченка, для написання книги «Літо перше» про приїзд великого Поета в Україну влітку 1843 р.
На жаль, не всі плани і мрії судилося йому втілити у життя. 29 травня 2005 року Г. Гайдай помер, залишивши у спадок історичні студії про старовинне місто на зелених берегах красуні-ріки Удаю, видатних людей Прилуцького краю. Віриться, що наступні покоління істориків та краєзнавців гідно скористаються спадщиною Г. Ф. Гайдая.

## Праці
- ПРИЛУКИ: Іл. путівн. — К.: Реклама, 1981. — 32 с.
- ПРИЛУЦЬКИЙ краєзнавчий музей: Буклет. — Прилуки, 1994. — 6 с.
- КНИГА пам'яті: Воїнам — прилучанам, які загинули у Великій Вітчизняній війні 1941 — 1945 рр. — Чернігів, 1995. — 167 с.
- ПРИЛУКИ: Місто старовинне. — Прилуки: АІР-Поліграф, 2003. — 70 с.
- Матеріальна культура Прилуччини: 1. Промисли та ремесла /Гол. ред. і наук. консультант Г. Ф. Гайдай. — Прилуки, 2004. — 116 с.
- ІВАНИЦЯ. Земля козацька: Історико — краєзнавчий нарис. — Ніжин: Аспект-Поліграф, 2005. — 216 с.
- ПРИЛУКИ. Столиця козацького краю. — Прилуки, 2005. — Буклет.
- Голубівка: Істор. — краєзн. нарис /Ред. і наук. консультант Г. Ф. Гайдай. — Чернігів, 2005.- 62 с.
- ФОРТЕЦЯ над Удаєм //Рідний берег. — 2006. — 25 трав. — С.6-7.